# Adolf von Graeve
Adolf Hans Ernst Ludwig von Graeve (* 19. Februar 1797 auf Burg Nimmersath, Niederschlesien; † 27. Dezember 1859 in Gotteswalde, Kreis Mohrungen) war ein deutscher Gutsbesitzer und Politiker aus dem Adelsgeschlecht Graeve.
Seine Eltern waren Heinrich Friedrich Ludwig von Graeve und Charlotte Helene Juliane Luise geborene Freiin von Reibnitz. Der Vater war Herr auf Nimmersath, Steckenbach, Oberkunzendorf, Rückers und Hartau in Schlesien und Kriegs- und Domänenrat bei der Kammer in Glogau. Graeve, der evangelischer Konfession war, heiratete am 8. Oktober 1822 in Danzig Mathilde Henriette Albertine Freitag von Goedens (* 6. Januar 1800 in Danzig; † 25. März 1844 in Gotteswalde). Alexander von Graeve ist ein Neffe, Ludwig Edler von Graeve ein Großneffe.
Graeve  war Herr aus Gotteswalde und später Landschaftsdirektor. Er war Mitglied des Oberländischen konservativ-konstitutiven Vereins. 1850 war er Mitglied des Volkshauses des Erfurter Unionsparlaments.